# 鹰击82反舰导弹
鷹擊82反艦导弹（YJ-82）是中華人民共和國于1990年代研製的飞航式潜射型反艦导弹，是鹰击八号反舰导弹系列中的以潜艇为发射平台的衍生型号，由中国飞航导弹研究院（中国航天机电集团公司第三研究院）研发，服役于中国人民解放军海军，主要装备039型潜艇。

## 设计
鹰击82采用潜艇533毫米口径鱼雷管用专用运载器从水下发射，鹰击82是在鹰击8A（是鹰击八号的可折叠弹翼的改进型）基础上发展的（鹰击八号曾装备了一艘开工后改装的033G型潜艇，艇身上安装发射箱，必须浮出水面发射导弹）。鹰击82导弹仍采用固体燃料火箭发动机，弹翼可折叠以便使用较小的发射容器，导弹本身不带固体火箭助推器（这一点与空射型的鹰击81导弹相同），导弹被包裹在专用水下运载器内，运载器底部带有助推器。由潜艇鱼雷管从水下发射后，运载器直航一段距离后上仰上浮，在一定深度运载器底部助推器点火上冲，在水面抛开头盖，导弹抛离运载器，点火飞向目标。鹰击82是采用固体燃料火箭发动机的鹰击八号的潜射型，明显不足是射程相对较短，不利于潜艇执行远程打击任务。
该型号导弹在中俄军演中，通过039型潜艇在水下发射而首次公开露面。 此型号导弹没有对应的出口外銷型号，未曾见过外销记录。
由于过往中国人民解放军装备信息透露不多的缘故，外界很多资料曾一度把鹰击82与C802两个型号混为一谈，实际上是两个完全不同的亚型号。用于外贸出口型号C802其實是鹰击83艦射型，在鹰击8/C801系列基础上使用小型喷气发动机替代固体火箭发动机发展的增程型。